# Glaukos (syn Syzyfa)
Glaukos (Γλαῦκος) – w mitologii greckiej syn Syzyfa, po którym objął tron w Koryncie. Ojciec Bellerofonta.
Słynął jako wspaniały jeździec. Dbając o formę swoich klaczy nie pozwalał ogierom ich pokryć, czym ściągnął na siebie gniew Afrodyty. Bogini zemściła się na nim, gdy wziął udział w igrzyskach pogrzebowych ku czci Peliasa. Podczas wyścigu rydwanów został prześcignięty przez Jolaosa, a jego własny zaprzęg przewrócił się. Konie Glaukosa, które wcześniej za sprawą Afrodyty napiły się wody z zaczarowanego źródła, pożarły swojego pana.